# Joan Crawford (basket-ball)
Pour les articles homonymes, voir Crawford.
Joan Crawford, née le 22 août 1937 à Fort Smith, est une joueuse puis entraîneuse américaine de basketball. Elle a joué dans l'Amateur Athletic Union, avant l'apparition du basket-ball professionnel féminin, les équipes féminines jouaient sur le circuit AAU, qui comprenait des tournois nationaux. Crawford a representer l'Équipe des États-Unis au niveau international.
Crawford est Membre du Basketball Hall of Fame depuis 1997, du Women's Basketball Hall of Fame depuis 1999 et du Van Buren Hall of Honor en 2000.

## Biographie

### Jeunesse
Crawford est née de Monroe Crawford et d'Iris (Blan) Crawford. Elle était l'une des cinq enfants. elle avait deux frères et deux sœurs. Crawford s'est intéressée au basket-ball alors qu'elle n'était qu'en cinquième année. Elle a appris de nombreux fondamentaux du jeu de son frère Robert.
Elle en a appris suffisamment sur le jeu et était suffisamment douée pour être invitée dans l'équipe senior au lycée alors qu'elle n'était qu'une étudiante de première année à Van Buren, AR. Crawford et les Van Buren Pointerettes ont remporté un championnat d'État lors de sa deuxième année, de sa troisième année et de sa dernière année. Elle était capitaine de l'équipe des Pointerettes et a été sélectionnée All-State et All-District pendant les 3 années.

### Carrière amateur et internationale
Après le lycée, Joan Crawford a fréquenté le Clarendon Junior College grâce à une bourse de basket-ball. En 1957, elle a aidé son équipe à atteindre les quarts de finale du tournoi national de l'Amateur Athletic Union (AAU), une performance qui lui a valu une reconnaissance en tant qu'All-American de l'AAU.
La même année, elle a représenté les États-Unis aux Championnats du monde féminin de basket-ball. Lors de la finale contre l'URSS, la première grande confrontation entre les deux nations dans ce sport, l'équipe américaine a remonté un déficit de trois points à la mi-temps pour s'imposer 51-48. Crawford a été la meilleure marqueuse du match de championnat contre le Brésil, inscrivant 27 points. En 1959 et 1963, elle a de nouveau porté les couleurs américaines et remporté la médaille d'or aux Jeux panaméricains.
Plutôt que d'accepter une offre de la Wayland Baptist University, Crawford a choisi de rejoindre l'équipe du Nashville Business College (NBC), où elle a évolué aux côtés de la légendaire Nera White. Pendant ses 12 saisons avec NBC, l'équipe a remporté 10 championnats nationaux de l'AAU. Crawford a été nommée All-American chaque année et a également été désignée joueuse la plus précieuse (MVP) des tournois nationaux de l'AAU en 1963 et 1964.

## Palmarès
- Championne du tournoi national de l'Amateur Athletic Union 13 fois, dont huit de suite (1961-69)
- Médailles d'or aux Jeux panaméricains de 1959 et 1963
- Médaille d'or aux Championnats du monde de 1957
- Women's Basketball Hall of Fame (1997)

## Pour approfondir